# Pisaboa silvae
Pisaboa silvae är en spindelart som beskrevs av Huber 2000. Pisaboa silvae ingår i släktet Pisaboa och familjen dallerspindlar.
Artens utbredningsområde är Peru. Inga underarter finns listade i Catalogue of Life.